# Rudolf Klimmer
Rudolf Klimmer (Dresde, 17 de mayo de 1905 - Wuppertal,  26 de julio de 1977) fue un médico e investigador sexual alemán que jugó un papel importante, especialmente en la RDA, en el movimiento homófilo.
Hijo del veterinario y profesor Martin Klimmer, Rudolf se graduó de la escuela secundaria en 1925 en el Annengymnasium de Dresde. Luego estudió medicina en la Universidad de Leipzig. En 1926 se unió al Partido Comunista de Alemania (KPD) y rompió con la casa de sus padres. En 1930 se doctoró con una tesis sobre el Examen médico-jurídicos de los delitos morales contra menores. 
Seguidamente se formó como neurólogo, pero lo despidieron cuando los nazis tomaron el poder en 1933, razón por la que tuvo que trabajar como médico naval para la Línea Hamburgo-América (en el barco Tacoma en la costa oeste de los EE. UU., así como el Leverkusen en el este de Asia). De regreso a Alemania, continuó su formación especializada en 1934, en el puesto de médico asistente no remunerado en la Clínica Psiquiátrica Universitaria Halle, que fue rápidamente seguido por un puesto de médico asistente en el Hospital de Dresde-Löbtau. Completó el examen de especialista en 1935 y luego quiso presentarse nuevamente como médico naval, pero, por consideración a su pareja, Karl Hausmann, decidió no hacerlo.
A partir de 1936, Klimmer trabajó como médico principal en la Institución Psiquiátrica Bethel, cerca de Bielefeld. Klimmer fue sentenciado dos veces por delitos contra el artículo 175 por el poder judicial nazi, en 1938 a cinco meses y en 1941 a un año de prisión. Además, a Klimmer se le prohibió trabajar: el Tribunal Médico Alemán lo inhabilitó el 23 de marzo de 1939 durante cinco años a no ofrecer «tratamiento en la asistencia pública». De 1941 a 1945 trabajó en la investigación médica en Schering AG.
En el verano de 1945 abrió una consulta de neurología en Dresde-Löbtau. En 1950 se convirtió en médico jefe del departamento de nervios del policlínico local. Klimmer defendió la reconstrucción de la RDA y se convirtió en miembro del Partido Socialista Unificado de Alemania. En 1947 presentó una solicitud a la dirección del SED de Sajonia para eliminar el artículo 175 a. El Comité Central del SED en Berlín rechazó la iniciativa. En 1953 propuso una discusión de expertos sobre la homosexualidad, en 1954 le pidió a Walter Ulbricht que se ocupara de la cuestión, a lo cual Ulbricht no respondió. Klimmer no recibió permiso de impresión de Die Homosexualität als biologisch-soziologische Zeitfrage [La homosexualidad como una cuestión biológico-sociológica actual], razón por la cual publicó este libro en Hamburgo. Su carta de 1959 a Kurt Hager fue igualmente infructuosa. Cuando en 1968 el artículo 175 fue reformado, eran las teorías de Kurt Freund las estaban detrás de la eliminación. Pero Klimmer logró que en el nuevo artículo 151 no se estipulara una sentencia mínima y fuera posible una sentencia suspendida.
Klimmer falleció durante una visita a Alemania Occidental para visitar a su familia en Wuppertal.

## Obra
- Die Homosexualität als biologisch-soziologische Zeitfrage, Hamburg 1965